# 日耳曼尼庫斯拱門

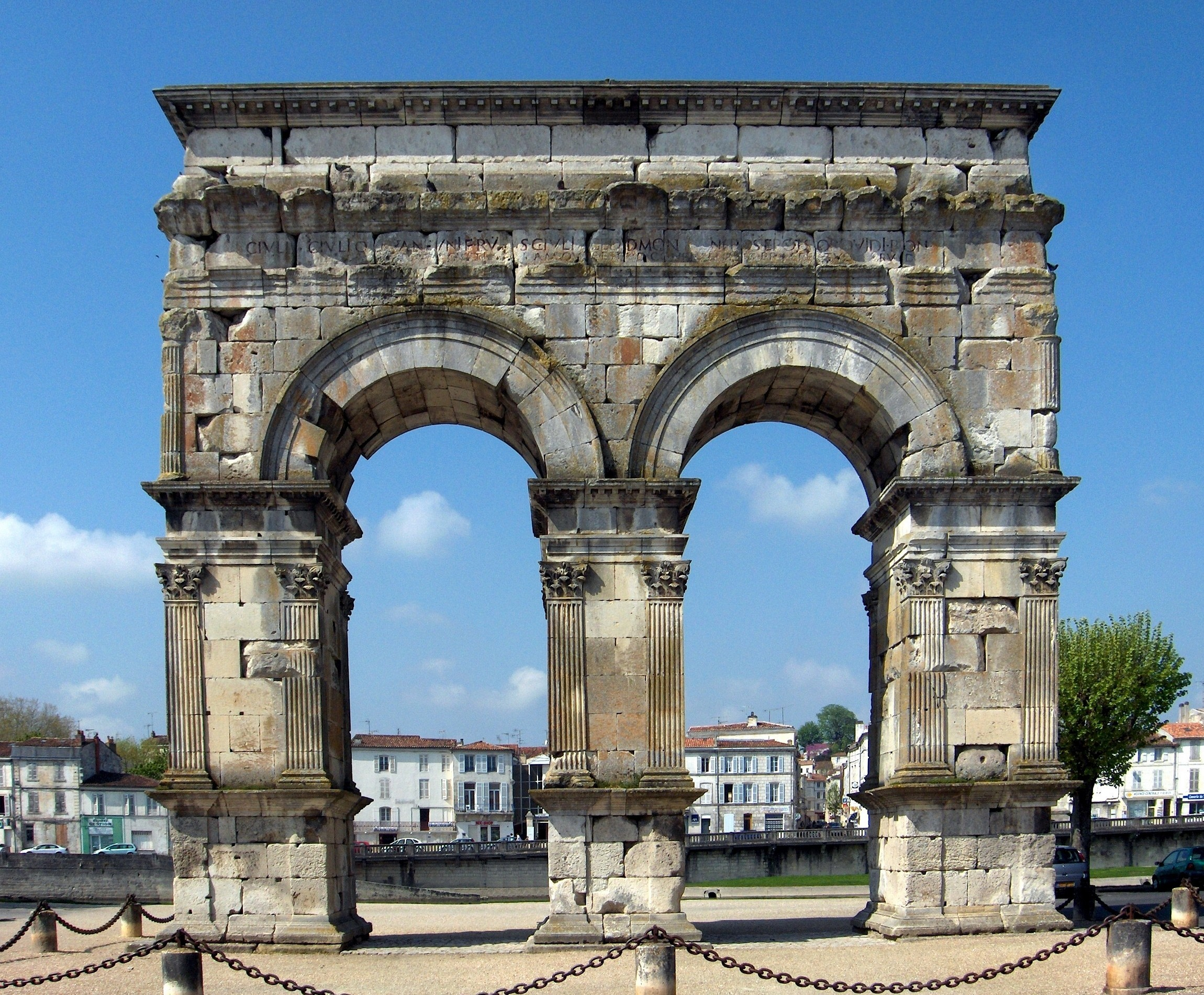
日耳曼尼庫斯拱門

日耳曼尼庫斯拱門是法國城市桑特的一座古羅馬拱門。這座拱門修建於西元18年或19年，獻給提貝里烏斯及他的兒子凱撒和養子日耳曼尼庫斯。1851年，拱門進行了修復。